# Distretto di Inambari
Il distretto di Inambari è uno dei quattro distretti della provincia di Tambopata, in Perù. Si trova nella regione di Madre de Dios e si estende su una superficie di 4256,82 chilometri quadrati.
Istituito il 26 dicembre 1912, ha per capitale la città di Mazuko.